# Bubblegum dance
Bubblegum dance es un subgénero del Eurodance caracterizado por letras alegres y sonidos felices que no pretende ser tomado en serio. Normalmente tiene más sonoridad pop que Eurodance. 
El nombre "bubblegum dance" estuvo acuñado probablemente debido a sus semejanzas con la música de pop de los años 1950 y 1960, en los que las artistas a menudo aparecían en fotos con exageradas pompas de chicle y faldas anchas y coloridas. Algunos estilos de pop de los 1980s también fueron desenfadados y alegres. Normalmente esta música Implica una voz femenina que canta una melodía alegre, animosa y divertida, los cantantes masculinos proporcionan rapeos cantados en tonos bajos y colaboran en los coros. Estos ingredientes dan una orientación más marcada hacia el Pop y un tinte infantil de este género a pesar de que muchos artistas utilizan letras sexuales y sugestivas, que son más bien apropiados para el público adulto.
El Bubblegum dance es la transición de estilo energético 'eurodance' de los años 90 a la música pop adolescente y feliz de la década de los 2000s.

## Historia
Euro bubblegum dance se originó en Escandinavia, particularmente en Dinamarca ,  seguido por Suecia, Alemania, Noruega y Holanda. Los finales de los 1990s y los inicios de los 2000s fueron los años de apogeo de este estilo. 
Tiene un enorme seguimiento en Japón, probablemente debido a su uso en juegos de baile popular como Dance Dance Revolution (DDR), In The Groove (ITG), y Dancemania series. Muchos artistas, como Smile.dk, Bambee, Ni-Ni, Rebecca y Miss Papaya han obtenido reconocimiento y fama a través de estos juegos.

## Letras y estilo
Tradicionalmente, el bubblegum dance puede ser descrito como alegre, divertido, tonto e infantil, por lo que mucha audiencia podría llegar a la conclusión que la canción o el artista está pensando en música dirigida a niños. Aun así, es común para artistas de este género el incorporar letras sexualmente sugestivas en algunas de sus canciones. Mientras a veces estas letras sugestivas podrían ser muy obvias, otras veces podrían pasar inadvertidas.

## Subcategorías
Hay muchas "sub-categorías" diferentes de bubblegum dance que ayuda a especificar un estilo/sonido particular. Estos términos fueron acuñados por el sitio web "Bubblegum Dancer", e incluye bubblegum tradicional, booblegum contemporáneo, bubblegum dance speed, bubblegum macho, bubbledeath, bubblegum satire, technobilly bubblegum, y bubblegum orgánico.

## Lista de artistas
- A Touch of Class
- Aqua
- Bambee
- Banaroo
- Befour
- Boomtang Boys
- Caracola
- Caramell
- Carlito
- Cartoons
- Ch!pz
- Cherona
- Cosmo4
- Creamy
- Crispy
- Daze
- Djumbo
- Dolly Style
- Fast Food Rockers
- Dr. Bombay
- Dr. MacDoo
- Hit'n'Hide
- Jamatami
- Jenny Rom
- LazyTown
- Lene Alexandra
- Little Trees
- Lolly
- Lucky Twice
- Me & My
- Miss Papaya
- Ni-Ni
- Schnuffel
- Scooch
- Shine
- Smile.dk
- Smiles & More
- The Fireman
- Tiggy
- Toy-Box
- Vengaboys
- Yummie
- Yoomiii